# عبد الرحمن سعيد حسن
عبد الرحمن سعيد حسن (من مواليد 13 أبريل 1997) هو رياضي قطري متخصص في سباقات 800 متر و1500 متر. اكتسب تجربته الأولى في البطولات الدولية في بطولة آسيا 2019 بالدوحة، حيث احتل المركز الرابع في سباق 800 متر بزمن قدره 1:47.71 دقيقة. وفي سباق 1500 متر، تأهل أيضًا وشارك في بطولة العالم لألعاب القوى 2019 في الدوحة. وفي مايو 2021، استوفى حسن معايير التأهل وحصل على مكان في دورة الألعاب الأولمبية طوكيو 2020 في سباق 1500 متر للرجال، وحقق أفضل رقم شخصي قدره 3:34.24 ليحتل المركز الثاني في ملعب إنريكي لوبيز كوينكا في نيرخا، مالقة، شارك في الألعاب الأولمبية لكنه لم ينه سباقه.

## أفضل نتيجة شخصية
في الخارج
- 800 متر – 1:45.33 (مارسيليا 2021)
- 1500 متر – 3:34.24 (نيرجا 2021)

داخلي
- 1500 متر – 3:44.85 (لوكسمبورغ 2020)